# 杰里·格罗特
杰里·C·格罗特（英語：Jerry C. Grote，1940年12月28日—），美国NBA联盟前职业篮球运动员。他在1962年的NBA选秀中第4轮第28顺位被圣路易斯鹰选中。他为洛杉矶湖人打过1个赛季。